# ヨークベニマル硬式野球部
ヨークベニマル硬式野球部（ヨークベニマルこうしきやきゅうぶ）は、福島県郡山市に本拠地を置き、日本野球連盟に加盟していた社会人野球の企業チームである。1999年に解散した。
運営母体は、スーパーマーケットチェーンのヨークベニマル。

## 概要
1975年、福島県郡山市に本社を置くスーパーマーケットチェーンのヨークベニマルの硬式野球部『ヨークベニマル硬式野球部』として創部。
1979年、活動5年目で都市対抗野球に初出場を果たした。1981年には、日本選手権にも初出場している。
1998年11月、本業であるスーパーの事業に集中するため、翌年の都市対抗野球を最後に活動を停止することが発表された。
1999年、同年の都市対抗野球では最後の本戦出場を狙ったが、東北2次予選で敗退し活動を停止した。

## 沿革
- 1975年 - 『ヨークベニマル』として創部。
- 1979年 - 都市対抗野球に初出場（1回戦敗退）。
- 1981年 - 日本選手権に初出場（初戦敗退）。
- 1999年 - 都市対抗野球東北2次予選敗退をもって活動終了。

## 主要大会の出場歴・最高成績
- 都市対抗野球大会 - 出場8回、8強2回（1987、1994年）
- 社会人野球日本選手権大会 - 出場4回
- JABA東北大会 - 優勝2回（1986、1990年）

## 主な出身プロ野球選手
- 平松省二（投手） - 1995年ドラフト5位で日本ハムファイターズに入団
- 村上真哉（投手） - 1996年ドラフト6位で日本ハムファイターズに入団

## かつて在籍していた選手・コーチ・監督
- 小野寺克男（捕手） - 監督として在籍。
- 郭進興（投手） - 選手として在籍。1990年に台湾・中華職業棒球大聯盟の統一ライオンズに入団。
- 田村隆寿（捕手） - 選手として在籍。引退後、安積商業高、磐城高、聖光学院高の野球部監督を歴任。
- 宗像忠典（投手） - 選手として在籍。引退後、日大東北高の野球部監督を務めた。